# Ergavia burrowsi
Ergavia burrowsi là một loài bướm đêm trong họ Geometridae.